# Galleria Nazionale d'Arte Moderna

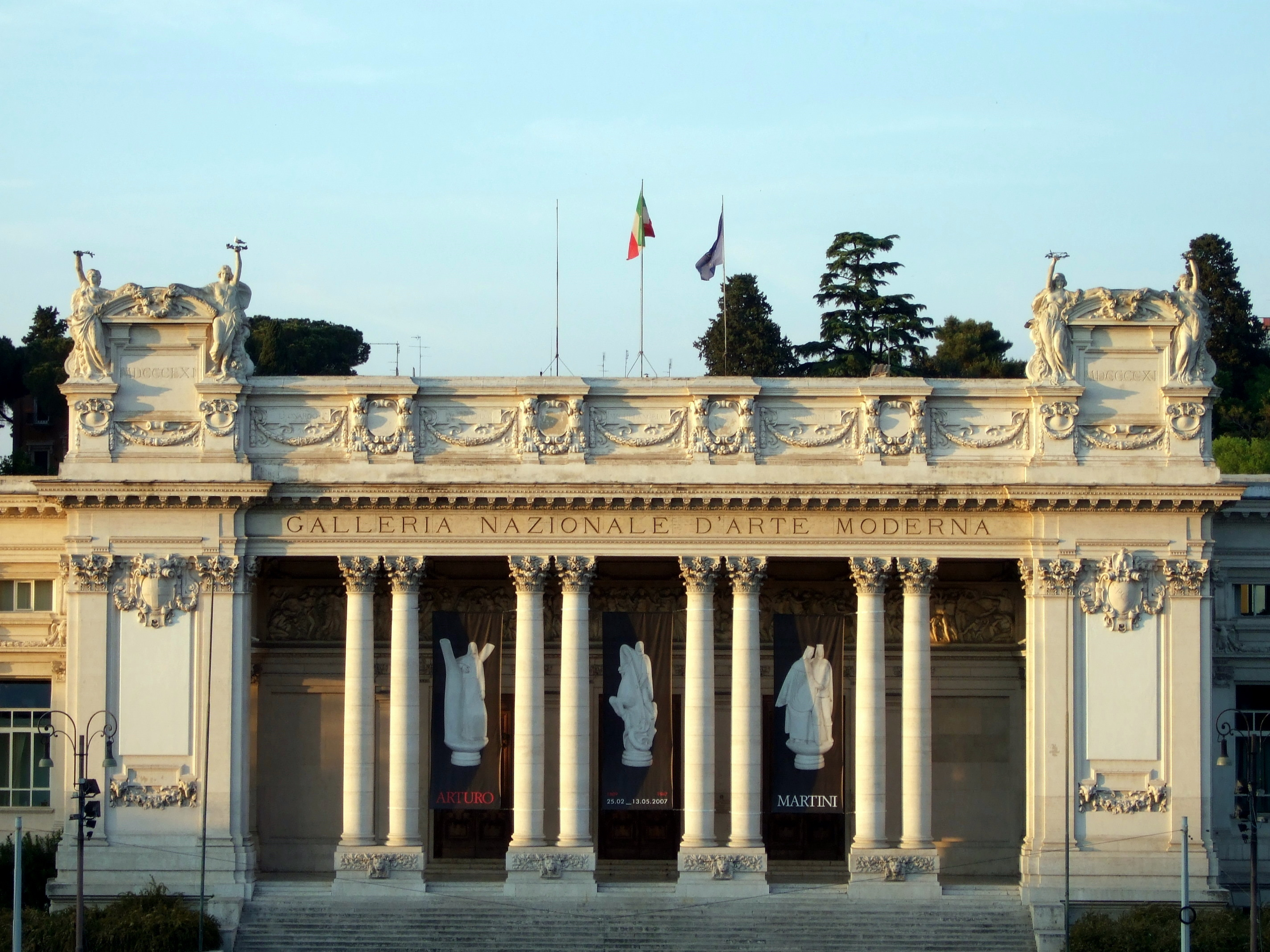
Galleria Nazionale d'Arte Moderna

Galleria Nazionale d'Arte Moderna (Nationalgalleriet för modern konst) är ett konstmuseum i Rom, Italien, som främst inriktar sig på modern konst. Museet ligger på Via delle Belle Arti 113, mittemot den stora parken Villa Borghese. I museets samlingar finns främst verk av italienska 1800- och 1900-talskonstnärer som Giacomo Balla, Umberto Boccioni, Giacomo Manzù och Lucio Fontana, men även en del verk av utländska konstnärer som Claude Monet, Vincent van Gogh och Auguste Rodin.